# Cōstas Kadīs
Cōstas Kadīs (in greco Κώστας Καδής?; Nicosia, 30 agosto 1967) è un politico cipriota, commissario europeo per la pesca e gli oceani nella Commissione von der Leyen II dal 1° dicembre 2024 ed in precedenza ministro dell'agricoltura, delle risorse ambientali e dell'ambiente di Cipro dal 2018 al 2023.

## Biografia
Kadis si è laureato in biologia presso l'Università Nazionale Capodistriana di Atene nel 1991 e ha conseguito il dottorato di ricerca presso la stessa università nel 1995. 
Kadis ha iniziato la sua carriera accademica presso l'Università Nazionale Capodistriana di Atene e poi è tornato nel suo paese d'origine per lavorare presso la Research Promotion Foundation di Cipro. Nel 2005, ha fondato la Nature Conservation Unit presso la Frederick University.
Il 20 agosto 2024, il governo della Repubblica di Cipro propone formalmente il nome di Kadis per servire come commissario europeo nella Commissione von der Leyen II e il 17 settembre 2024, Ursula von der Leyen, nell'ambito della presentazione dei portafogli e dei Commissari Europei, ha affidato a Kadis il ruolo di commissario europeo per la pesca e gli oceani.